# Gorée-sziget
Gorée egy mindössze 35–36 hektáros sziget az Atlanti-óceánban, Dakartól délre. A 15. és a 19. század között portugál, holland, brit, és francia gyarmat is volt. Itt volt az afrikai partok legnagyobb rabszolgakereskedő központja. Lakosságában a kezdetektől kevert vérű családok (a betelepülő európaiak és az előkelőbb szigetlakók utódai, a „signaresek” dominálnak. 

## Földrajzi helyzete, kialakulása
A Szenegál torkolati öblében fekszik Dakartól, tehát a Zöld-fok nyugati végétől délre. Egy kialudt vulkán csúcsa. A vulkánt idővel elöntötte a tenger, és az áramlások sok homokot hordtak rá. A bazalt a szigeten többfelé előbukkan a homok alól.

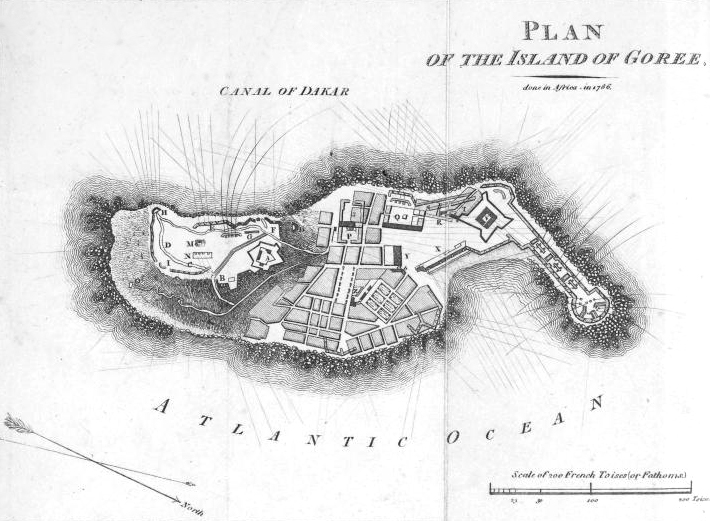
A sziget 1786-ban

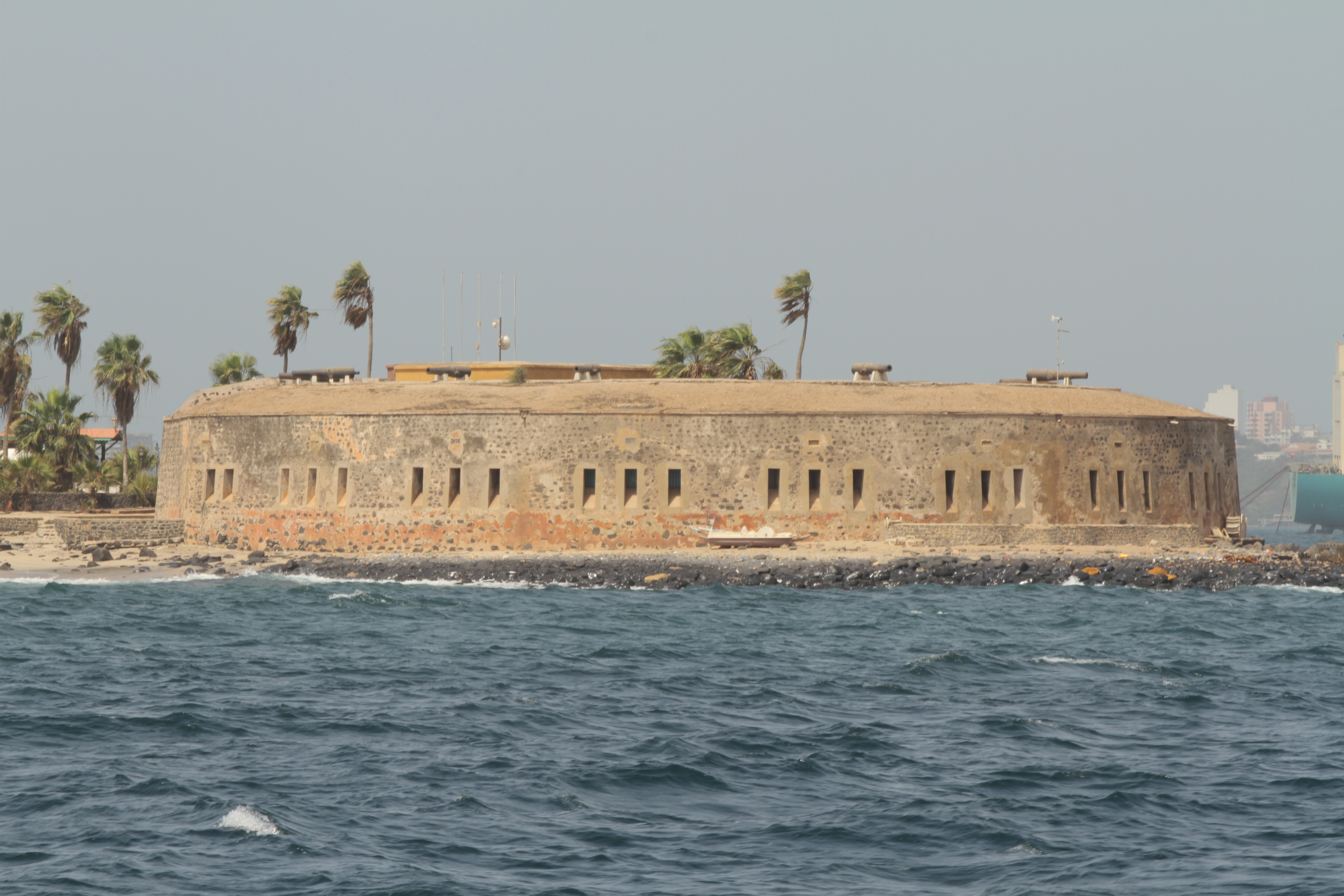
Az egykori partvédő erőd

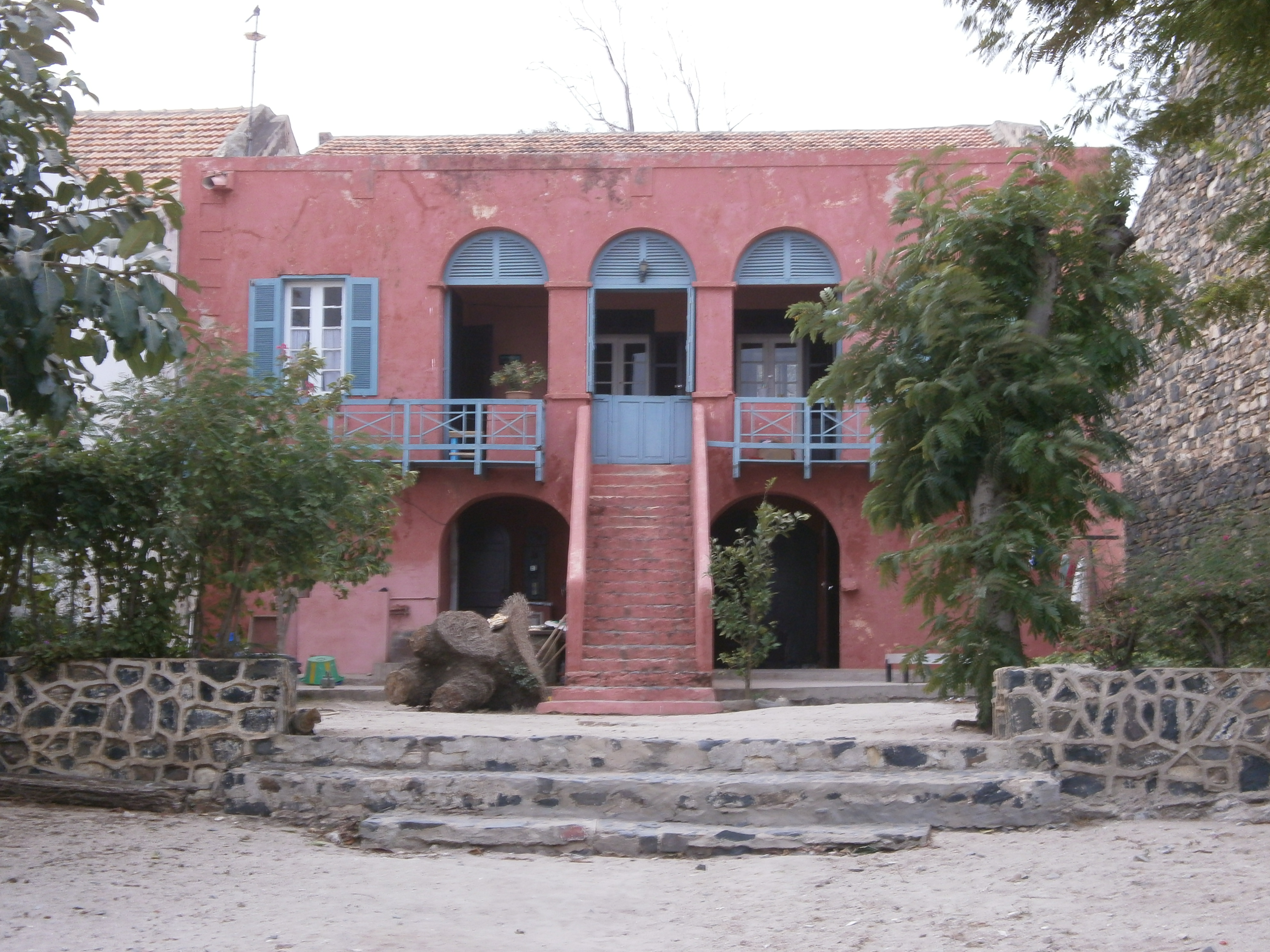
Egy kétszintes rabszolgaház

## Történelme
Az első telepet a portugálok alapították itt, majd a 16. század elején eladták a szigetet a hollandoknak. 1677-ben a franciák szállták meg. Az angolok többször is megpróbálták elfoglalni, ami 1758 és 1763 között, majd 1800–1814-ben sikerült is nekik.
1924-ben a franciák Dakarral és a félsziget tövénél épült Rufisque várossal együtt leválasztották nyugat-afrikai gyarmataikról, és 150 km²-es autonóm területet alakítottak ki. Ezt egy 1946. május 17-én kelt dekrétum egyesítette újra Szenegállal.
A partvédő erőd utolsó alkalommal 1940. szeptember végén jutott történelmi szerephez, amikor de Gaulle brit hajók támogatásával szabad francia haderőt vezetett Dakar elfoglalására. A gyarmat kormányzója azonban ellenállt, és az erőd tüzének jelentős szerepe volt abban, hogy a brit hajók nem tudják semlegesíteni a várost védő francia flottát.

## Gazdasága
Az újkori rabszolgaság idején az Amerikába irányuló rabszolgakereskedelem fő  központja volt. Egyes becslések szerint 300 év alatt húszmillió rabszolgát hajóztak át innen az Újvilágba. 1840 után jelentősége rohamosan csökkent, mert Dakar alig pár kilométerre lévő kikötője jóval előnyösebb helyen épült. A 20 század elején még nagyjából negyedmillióan lakták, mára csendes halászkikötővé fogyatkozott. Lakossága 2020-ban csak 1800 fő.

## Látnivalói
A sziget jelenleg az emberi kizsákmányolás emlékhelye; az újkori rabszolgaságra három múzeum, egy fennmaradt rabszolgaház, a franciák által épített kormányzói palota és az erőd emlékeztet. A három múzeum egyikét, a Szenegáli Történeti Múzeumot (Musée d'Histoire du Sénégal) az egykori fogház épületében rendezték be.
1978 óta a kulturális világörökség része.
Építészetét a rabszolganegyedek és a kereskedők elegáns házainak ellentéte határozza meg. Ők a 18. századra sajátos építészeti stílust fejlesztettek ki: kétszintes palotáik felső szintjén ők maguk laktak, az alsó szinten pedig a rabszolgák. A felső szintre jellemzően külső lépcső vezetett fel.